# Nantou
Nantou (cinese tradizionale: 南投市; pinyin: Nántóu shì; Wade-Giles: Nan-t'ou Shih; POJ: Lâm-tâu-chhī) è una città di Taiwan, situata nella contea nordoccidentale di Nantou, che prende il nome dalla stessa città. Essa è situata tra il Monte Bagua ed il fiume Maoluo, ed è servita dalla rete autostradale in quanto è attraversata dall'Autostrada Nazionale No. 3.
Il suo nome è la traslitterazione della parola Hoanya Ramtau, trascritta con i caratteri cinesi 南 e 投, scelti appositamente per complementare 北投 (Beitou, un distretto della città di Taipei), sebbene non via nessuna relazione tra le parole indigene.

## Storia
I cinesi Han arrivarono a Nantou durante il regno dell'imperatore Qianlong. Tra i primi suoi abitanti cinesi, si ricordano il clan Zhang di Zhangzhou ed i clan Jian (簡), Lin e Xiao di Nanchino. Nel 1759, vi fu fondato un ufficio burocratico, vicino all'attuale scuola elementare, e nel 1898 fu organizzata la prefettura di Nantou. Dopo la retrocessione di Taiwan alla Repubblica di Cina, nel 1950 Nantou fu estesa a contea, ed in ottobre dello stesso anno la città divenne capitale di contea, con l'insediamento del governo distrettuale in essa. Il 1º luglio 1957, il governo provinciale di Taiwan si spostò al Villaggio Jhongsing, rendendo effettivamente Nantou la sede del governo provinciale. Fu nel 1981 che la città divenne una delle 32 città sotto il controllo di contea presenti a Taiwan.
La città è localizzata nel corso della Faglia di Chelungpu, per questo ha subito seri danni a causa dal terremoto di Chichi nel 1999: 92 sono state le vittime, e più di 1.000 gli edifici danneggiati.